# 朱麗安·史密斯
朱麗安·史密斯（英語：Julianne Smith，？—），是美國外交政策顧問和外交官，現任美國駐北約大使（第23任）。

## 教育
史密斯在澤維爾大學獲得傳播學和法語文学士學位，在美利堅大學獲得國際關係文學碩士學位。她還在巴黎索邦大學學習了一年法語，在慕尼黑大学學習一年德語。

## 職業生涯

### 非政府組織經驗
2000年至2003年，史密斯在德國馬歇爾基金會擔任項目官員。隨後，加入戰战略与国际研究中心擔任高級研究員，在2006年11月的其他成就中，史密斯編輯《轉型北約（……再次）- 2006年裡加北約峰會入門》，2008年，她出版了《北約與俄羅斯關係：決定性時刻還是似曾相識？。

### 奧巴馬政府
2009年至2012年，史密斯擔任美國國防部歐洲和北約政策主管，在罗伯特·盖茨國務卿和希拉里·克林頓國務卿領導下，與人共同撰寫了2010年北約戰略概念文件。
2012年4月至2013年6月，史密斯擔任時任副總統喬·拜登的副國家安全顧問。

### 拜登政府
2021年1月，史密斯成為美國國務卿高級顧問。

#### 駐北約代表
2021年6月15日，喬·拜登總統提名史密斯擔任美國常駐北約代表。2021年9月15日，參議院外交關係委員會舉行聽證會。2021年10月19日，委員會報告稱史密斯提名受到好評。2021年11月18日由美國參議院以口頭表決方式獲得確認。

## 專欄
史密斯曾為《紐約時報》、《Lawfare》、《華盛頓月刊》、《外交杂志》和《國家利益》撰寫專欄。還出現在NPR節目中，包括1A、All Things Thought和Morning Edition。

## 個人生活
史密斯和丈夫有兩個兒子。會說德語和法語。

## 外部連結
- C-SPAN內的頁面（英文）